# Wykroczenie
Ten artykuł należy dopracować:

przedstawiono sytuację tylko z polskiej perspektywy – artykuł powinien być przekrojowy.
Pomóż go poprawić. 

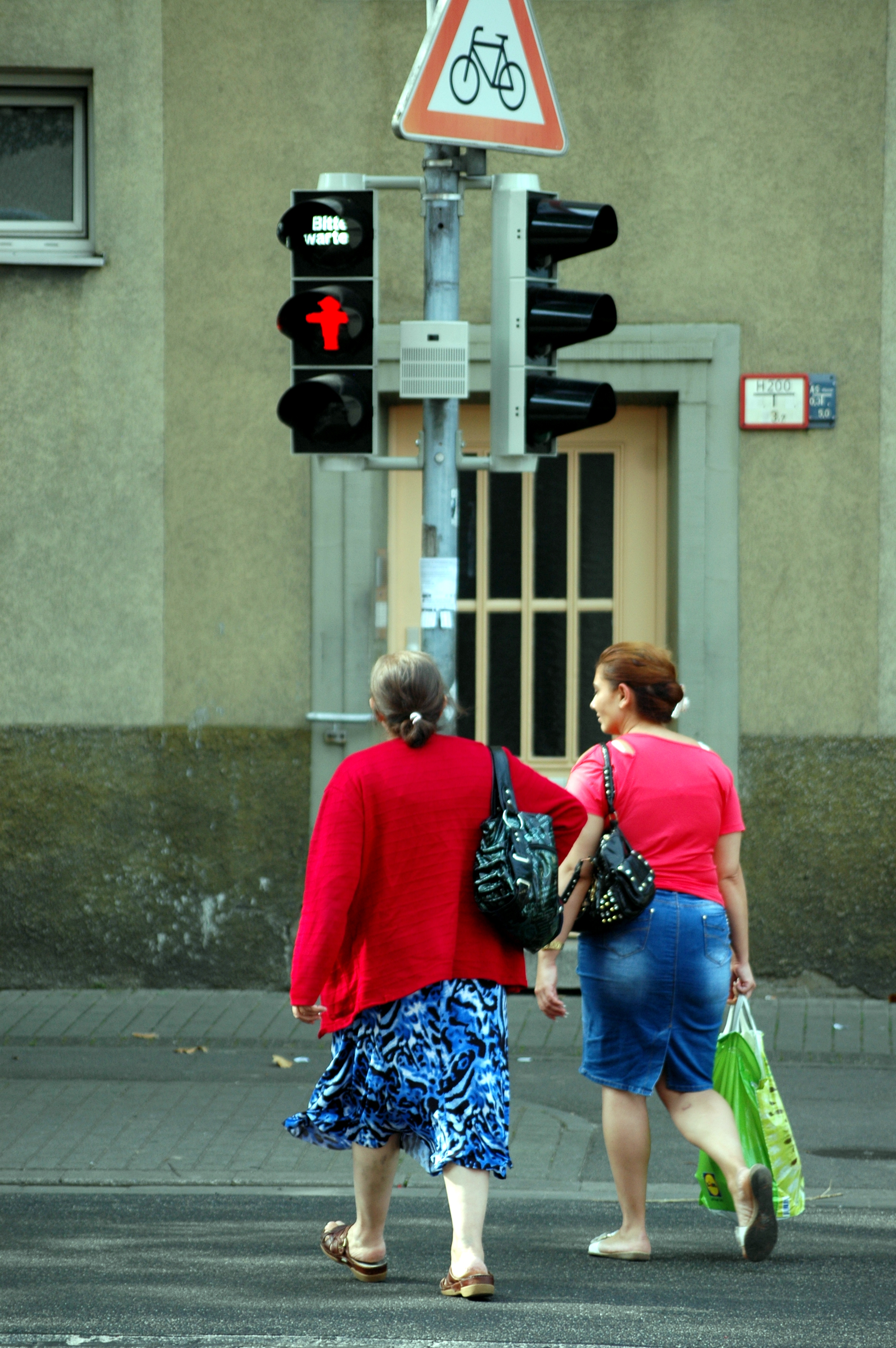
Przejście pieszego przy zapalonym czerwonym świetle w Polsce jest wykroczeniem.

Wykroczenie – czyn społecznie szkodliwy (nawet w stopniu znikomym), zabroniony przez ustawę obowiązującą w czasie jego popełnienia pod groźbą kary aresztu, ograniczenia wolności, grzywny do 5000 złotych lub nagany. Sprawca czynu zabronionego nie popełnia wykroczenia, jeżeli czyn jest niezawiniony (art. 1 § 2 Kodeksu wykroczeń).
Osobną kategorią prawną jest wykroczenie skarbowe opisane w Kodeksie karnym skarbowym.
Odpowiedzialności za wykroczenie odpowiada każdy, kto ukończył 17. rok życia. Odpowiedzialności podlegają czyny popełnione na terytorium Rzeczypospolitej Polskiej, na statku wodnym lub powietrznym, chyba że przepisy szczególne stanowią inaczej. Odpowiedzialności podlega działanie umyślne lub nieumyślne, chyba że ustawa przewiduje odpowiedzialność tylko za działanie umyślne.
W przypadkach określonych przez ustawodawcę karze za wykroczenie podlega również usiłowanie, podżeganie i pomocnictwo w popełnieniu wykroczenia (w przypadku podżegania oraz pomocnictwa dodatkowo wymagane jest popełnienie przez sprawcę czynu zabronionego).

## Katalog kar
- kara nagany
- kara grzywny – w wysokości od 20 do 5000 zł, chyba że ustawa stanowi inaczej
- kara ograniczenia wolności – w wymiarze jednego miesiąca
- kara aresztu – w wymiarze od 5 do 30 dni

## Katalog środków karnych
- zakaz prowadzenia pojazdów (wymierzany w miesiącach lub latach na okres od 6 miesięcy do 3 lat)
- przepadek przedmiotów
- nawiązka
- obowiązek naprawienia szkody
- podanie orzeczenia o ukaraniu do publicznej wiadomości w szczególny sposób
- inne środki karne określone przez ustawę